# Vincenzo Chiminello
Vincenzo Chiminello, född 1741, död 1815, var en italiensk astronom och meteorolog.
Chiminello efterträdde sin onkel Giuseppe Toaldo som professor vid universitetet i Padua och utförde tillsammans med honom de första meteorologiska timobservationerna, genom vilka vädrets växlingar studerades från timme till timme. Dessa observationer, som utfördes under sexton månader åren 1778–80, utgjorde, tillsammans med de av David Brewster 1824–25 i Skottland anordnade, länge den enda källan för vår kunskap om den reguljära förändringen av temperaturen och lufttrycket under dagens lopp. Chiminello gjorde sig även känd som vetenskaplig författare.